# ЗАМ (дискографска кућа)
ЗАМ (Забава милиона) је била југословенска и српска издавачка и продуцентска кућа, одговорна за успон турбо-фолк музике деведесетих година, и била је у власништву Фивета, продуцентске компаније Раке Ђокића и његовог брата Милије Ђокића. Основана је 1992. године а угашена 2005. године.
Компанија је изгубила утицај напуштањем Саше Поповића и Лепе Брене и оснивањем музичке куће Гранд продакшн 1998. године.
Имала је своју кућу намењену европском тржишту по имену Зам Плус и своје емисије ЗАМ (Забава милиона) која је прво приказивана на Трећем каналу РТС-а 1991-1996, а затим на телевизији Пинк 1996-2002. Свака сезона емисије имала је насловну нумеру коју су певали познати певачи који издају за продуцентску кућу (ЗАМ ЗАМ то је супер програм - 1992, 3К ЗАМ - 1994, Почиње нови ЗАМ - 1995, Пријатељ ЗАМ - 1997).

## Извођачи који су издавали за ЗАМ
- Лепа Брена
- Весна Змијанац
- Драган Којић Кеба
- Ванеса Шокчић
- Зорана Павић
- Сања Савић
- Беки Бекић
- Драгана Мирковић
- Буба Мирановић
- Мирољуб Брзаковић Брзи
- Вампири
- Нино Решић
- Дивљи кестен
- Злата Петровић
- Руж
- Ђогани
- Милош Бојанић
- Моби Дик
- Бобан Здравковић
- Кнез
- Добар лош зао
- Јасна Миленковић Јами
- Биљана Јевтић
- Индира Радић
- Љуба Аличић
- Јелена Карлеуша
- Аница Миленковић
- Недељко Бајић Баја
- Јована Типшин
- Мики Мећава
- Вики Миљковић
- Сања Ђорђевић
- Ритам срца
- Бане Бојанић
- Дара Бубамара
- Сашка Каран
- Аријана Катавић
- Саша Поповић
- Сузана Јовановић
- Елма Синановић
- Драгана Мирковић
- Мира Шкорић
- Венди
- Слађа Делибашић
- Гога Филиповић